# Rodoaldo
Rodoaldo (636 circa – 653) è stato re dei Longobardi dal 652 alla morte.

## Biografia
Figlio del re Rotari, come lui ariano della stirpe degli Arodingi, e di Gundeperga, salì al trono alla morte del padre, ma lo conservò appena per pochi mesi senza lasciare tracce significative del suo governo. 
Pare che, circa sei mesi dopo la sua elezione, sia stato ucciso da un longobardo, del quale aveva violentato la moglie.
Fondò la chiesa del tempio del Salvatore a Pavia, all'epoca situato fuori della porta Marenca. Non è noto nessun documento direttamente a lui riconducibile; gli viene attribuito un diploma, rilasciato a Pavia il 4 novembre 652, che conferisce benefici all'abate Bobuleno di San Colombano di Bobbio; ma molto probabilmente il diploma fu prodotto sotto Teudilascio, abate di Bobbio, all’inizio del X secolo.
Al suo posto i duchi longobardi elessero Ariperto I, riportando così al trono un cattolico della dinastia bavarese.